# Wahlkreis Dundee West (House of Commons)
| Dundee West     |
| --------------- |
| Dundee West     |
| Gebildet        |
| 1950            |
| Abgeordneter    |
| Chris Law (SNP) |
| Regionen        |
| Dundee, Angus   |

Dundee West ist ein Wahlkreis für das Britische Unterhaus. Er wurde 1950 geschaffen, die Grenzen jedoch im Laufe der Jahrzehnte mehrfach neu gezogen. Dundee West umfasst den Westteil der Stadt Dundee, jedoch auch kleine Gebiete der im Südwesten der Council Area Angus. Der Wahlkreis Dundee West für das schottische Parlament war bis 2005 deckungsgleich und wurde 2011 zugunsten von Dundee City West aufgelöst. Der Wahlkreis entsendet einen Abgeordneten.

## Wahlergebnisse

### Unterhauswahlen 1950
| Ergebnisse der Unterhauswahlen 1950 | Ergebnisse der Unterhauswahlen 1950 | Ergebnisse der Unterhauswahlen 1950 | Ergebnisse der Unterhauswahlen 1950 |
| Partei                              | Kandidat                            | Stimmen                             | %                                   |
| ----------------------------------- | ----------------------------------- | ----------------------------------- | ----------------------------------- |
| Labour                              | John Strachey                       | 28.386                              | 53,5                                |
| Conservative                        | Henry Scrymgeour-Wedderburn         | 23.685                              | 44,6                                |
| Liberal                             | Colin James Canning                 | 986                                 | 1,9                                 |

### Unterhauswahlen 1951
| Ergebnisse der Unterhauswahlen 1951 | Ergebnisse der Unterhauswahlen 1951 | Ergebnisse der Unterhauswahlen 1951 | Ergebnisse der Unterhauswahlen 1951 | Ergebnisse der Unterhauswahlen 1951 |
| Partei                              | Kandidat                            | Stimmen                             | %                                   | ±                                   |
| ----------------------------------- | ----------------------------------- | ----------------------------------- | ----------------------------------- | ----------------------------------- |
| Labour                              | John Strachey                       | 29.020                              | 51,6                                | −1,9                                |
| Liberal                             | John Junor                          | 25.714                              | 45,7                                | +43,8                               |
| Communist                           | David P. Bowman                     | 1508                                | 2,7                                 | +2,7                                |

### Unterhauswahlen 1955
| Ergebnisse der Unterhauswahlen 1955 | Ergebnisse der Unterhauswahlen 1955 | Ergebnisse der Unterhauswahlen 1955 | Ergebnisse der Unterhauswahlen 1955 | Ergebnisse der Unterhauswahlen 1955 |
| Partei                              | Kandidat                            | Stimmen                             | %                                   | ±                                   |
| ----------------------------------- | ----------------------------------- | ----------------------------------- | ----------------------------------- | ----------------------------------- |
| Labour                              | John Strachey                       | 26.082                              | 50,5                                | −1,1                                |
| National Liberal                    | Gordon H. Pirie                     | 24.208                              | 46,9                                | +46,9                               |
| Communist                           | David P. Bowman                     | 1335                                | 2,6                                 | −0,1                                |

### Unterhauswahlen 1959
| Ergebnisse der Unterhauswahlen 1959 | Ergebnisse der Unterhauswahlen 1959 | Ergebnisse der Unterhauswahlen 1959 | Ergebnisse der Unterhauswahlen 1959 | Ergebnisse der Unterhauswahlen 1959 |
| Partei                              | Kandidat                            | Stimmen                             | %                                   | ±                                   |
| ----------------------------------- | ----------------------------------- | ----------------------------------- | ----------------------------------- | ----------------------------------- |
| Labour                              | John Strachey                       | 25.857                              | 49,6                                | −0,9                                |
| Conservative                        | Robert R. Taylor                    | 25.143                              | 48,3                                | +1,4                                |
| Communist                           | David P. Bowman                     | 1087                                | 2,1                                 | −0,5                                |

### Nachwahlen 1963
Mit dem Tod von John Strachey wurden im Jahre 1963 im Wahlkreis Dundee West Nachwahlen nötig.
| Ergebnisse der Nachwahlen 1963 | Ergebnisse der Nachwahlen 1963 | Ergebnisse der Nachwahlen 1963 | Ergebnisse der Nachwahlen 1963 | Ergebnisse der Nachwahlen 1963 |
| Partei                         | Kandidat                       | Stimmen                        | %                              | ±                              |
| ------------------------------ | ------------------------------ | ------------------------------ | ------------------------------ | ------------------------------ |
| Labour                         | Peter Doig                     | 22.449                         | 50,4                           | +0,8                           |
| Conservative                   | Robert R. Taylor               | 17.494                         | 39,3                           | −8,8                           |
| SNP                            | James C. Lees                  | 3385                           | 7,6                            | +7,6                           |
| Communist                      | David P. Bowman                | 1170                           | 2,6                            | +0,5                           |

### Unterhauswahlen 1964
| Ergebnisse der Unterhauswahlen 1964 | Ergebnisse der Unterhauswahlen 1964 | Ergebnisse der Unterhauswahlen 1964 | Ergebnisse der Unterhauswahlen 1964 | Ergebnisse der Unterhauswahlen 1964 |
| Partei                              | Kandidat                            | Stimmen                             | %                                   | ±                                   |
| ----------------------------------- | ----------------------------------- | ----------------------------------- | ----------------------------------- | ----------------------------------- |
| Labour                              | Peter Doig                          | 27.090                              | 53,3                                | +2,9                                |
| Conservative                        | H.C. Scarlett                       | 22.473                              | 44,3                                | +5,0                                |
| Communist                           | David P. Bowman                     | 1282                                | 2,4                                 | −0,2                                |

### Unterhauswahlen 1966
| Ergebnisse der Unterhauswahlen 1966 | Ergebnisse der Unterhauswahlen 1966 | Ergebnisse der Unterhauswahlen 1966 | Ergebnisse der Unterhauswahlen 1966 | Ergebnisse der Unterhauswahlen 1966 |
| Partei                              | Kandidat                            | Stimmen                             | %                                   | ±                                   |
| ----------------------------------- | ----------------------------------- | ----------------------------------- | ----------------------------------- | ----------------------------------- |
| Labour                              | Peter Doig                          | 26.705                              | 53,7                                | +0,4                                |
| Conservative                        | C.A. MacNab                         | 18.345                              | 36,9                                | −7,4                                |
| Liberal                             | J.W. Cruddas                        | 3454                                | 7,0                                 | +7,0                                |
| Communist                           | David P. Bowman                     | 1217                                | 2,5                                 | +0,1                                |

### Unterhauswahlen 1970
| Ergebnisse der Unterhauswahlen 1970 | Ergebnisse der Unterhauswahlen 1970 | Ergebnisse der Unterhauswahlen 1970 | Ergebnisse der Unterhauswahlen 1970 | Ergebnisse der Unterhauswahlen 1970 |
| Partei                              | Kandidat                            | Stimmen                             | %                                   | ±                                   |
| ----------------------------------- | ----------------------------------- | ----------------------------------- | ----------------------------------- | ----------------------------------- |
| Labour                              | Peter Doig                          | 26.271                              | 51,5                                | −2,2                                |
| Conservative                        | J.A. Payne                          | 19.449                              | 38,2                                | +1,3                                |
| SNP                                 | J.A. Shepherd                       | 4441                                | 8,7                                 | +8,7                                |
| Communist                           | H. McLevy                           | 809                                 | 1,6                                 | −0,9                                |

### Unterhauswahlen Februar 1974
| Ergebnisse der Unterhauswahlen Februar 1974 | Ergebnisse der Unterhauswahlen Februar 1974 | Ergebnisse der Unterhauswahlen Februar 1974 | Ergebnisse der Unterhauswahlen Februar 1974 | Ergebnisse der Unterhauswahlen Februar 1974 |
| Partei                                      | Kandidat                                    | Stimmen                                     | %                                           | ±                                           |
| ------------------------------------------- | ------------------------------------------- | ------------------------------------------- | ------------------------------------------- | ------------------------------------------- |
| Labour                                      | Peter Doig                                  | 22.193                                      | 43,0                                        | −8,5                                        |
| Conservative                                | M. Tomison                                  | 15.745                                      | 30,5                                        | −7,7                                        |
| SNP                                         | Jim Fairlie                                 | 12.959                                      | 25,1                                        | +16,4                                       |
| Communist                                   | H. McLevy                                   | 673                                         | 1,3                                         | −0,3                                        |

### Unterhauswahlen Oktober 1974
| Ergebnisse der Unterhauswahlen Oktober 1974 | Ergebnisse der Unterhauswahlen Oktober 1974 | Ergebnisse der Unterhauswahlen Oktober 1974 | Ergebnisse der Unterhauswahlen Oktober 1974 | Ergebnisse der Unterhauswahlen Oktober 1974 |
| Partei                                      | Kandidat                                    | Stimmen                                     | %                                           | ±                                           |
| ------------------------------------------- | ------------------------------------------- | ------------------------------------------- | ------------------------------------------- | ------------------------------------------- |
| Labour                                      | Peter Doig                                  | 19.480                                      | 41,0                                        | −2,0                                        |
| SNP                                         | Jim Fairlie                                 | 16.678                                      | 35,1                                        | +10,0                                       |
| Conservative                                | C.G. Findlay                                | 8769                                        | 18,5                                        | −12,0                                       |
| Liberal                                     | R. Hewett                                   | 2195                                        | 4,6                                         | +4,6                                        |
| Communist                                   | H. McLevy                                   | 381                                         | 0,8                                         | −0,5                                        |

### Unterhauswahlen 1979
| Ergebnisse der Unterhauswahlen 1979 | Ergebnisse der Unterhauswahlen 1979 | Ergebnisse der Unterhauswahlen 1979 | Ergebnisse der Unterhauswahlen 1979 | Ergebnisse der Unterhauswahlen 1979 |
| Partei                              | Kandidat                            | Stimmen                             | %                                   | ±                                   |
| ----------------------------------- | ----------------------------------- | ----------------------------------- | ----------------------------------- | ----------------------------------- |
| Labour                              | Ernie Ross                          | 23.654                              | 47,3                                | +6,3                                |
| SNP                                 | Jim Fairlie                         | 13.197                              | 26,4                                | −8,7                                |
| Conservative                        | I. Stevenson                        | 12.892                              | 25,8                                | +7,3                                |
| Communist                           | R. Mennie                           | 316                                 | 0,6                                 | −0,2                                |

### Unterhauswahlen 1983
| Ergebnisse der Unterhauswahlen 1983 | Ergebnisse der Unterhauswahlen 1983 | Ergebnisse der Unterhauswahlen 1983 | Ergebnisse der Unterhauswahlen 1983 | Ergebnisse der Unterhauswahlen 1983 |
| Partei                              | Kandidat                            | Stimmen                             | %                                   | ±                                   |
| ----------------------------------- | ----------------------------------- | ----------------------------------- | ----------------------------------- | ----------------------------------- |
| Labour                              | Ernie Ross                          | 20.288                              | 43,5                                | −3,8                                |
| Conservative                        | D. Senior                           | 10.138                              | 21,7                                | −4,1                                |
| SDP                                 | Elizabeth G. Dick                   | 7976                                | 17,1                                | +17,1                               |
| SNP                                 | J. Lynch                            | 7973                                | 17,1                                | −9,3                                |
| Ecology                             | P. Marks                            | 302                                 | 0,7                                 | +0,7                                |

### Unterhauswahlen 1987
| Ergebnisse der Unterhauswahlen 1987 | Ergebnisse der Unterhauswahlen 1987 | Ergebnisse der Unterhauswahlen 1987 | Ergebnisse der Unterhauswahlen 1987 | Ergebnisse der Unterhauswahlen 1987 |
| Partei                              | Kandidat                            | Stimmen                             | %                                   | ±                                   |
| ----------------------------------- | ----------------------------------- | ----------------------------------- | ----------------------------------- | ----------------------------------- |
| Labour                              | Ernie Ross                          | 24.916                              | 53,4                                | +9,9                                |
| Conservative                        | J.A. Donnelly                       | 8390                                | 18,0                                | −3,7                                |
| SNP                                 | Alasdair Morgan                     | 7164                                | 15,3                                | −1,8                                |
| SDP                                 | R. Lonie                            | 5922                                | 12,7                                | −4,4                                |
| Communist                           | S.R. Matthewson                     | 307                                 | 0,7                                 | +0,7                                |

### Unterhauswahlen 1992
| Ergebnisse der Unterhauswahlen 1992 | Ergebnisse der Unterhauswahlen 1992 | Ergebnisse der Unterhauswahlen 1992 | Ergebnisse der Unterhauswahlen 1992 | Ergebnisse der Unterhauswahlen 1992 |
| Partei                              | Kandidat                            | Stimmen                             | %                                   | ±                                   |
| ----------------------------------- | ----------------------------------- | ----------------------------------- | ----------------------------------- | ----------------------------------- |
| Labour                              | Ernie Ross                          | 20.498                              | 49,0                                | −4,4                                |
| SNP                                 | Keith Brown                         | 9894                                | 23,6                                | +8,3                                |
| Conservative                        | Andrew Spearman                     | 7746                                | 18,5                                | +0,5                                |
| Liberal Democrats                   | Elizabeth G. Dick                   | 3132                                | 7,5                                 | +7,5                                |
| Green                               | Elly Hood                           | 432                                 | 1,0                                 | +1,0                                |
| Natural Law Party                   | Donald Arnold                       | 159                                 | 0,4                                 | +0,4                                |

### Unterhauswahlen 1997
| Ergebnisse der Unterhauswahlen 1997 | Ergebnisse der Unterhauswahlen 1997 | Ergebnisse der Unterhauswahlen 1997 | Ergebnisse der Unterhauswahlen 1997 | Ergebnisse der Unterhauswahlen 1997 |
| Partei                              | Kandidat                            | Stimmen                             | %                                   | ±                                   |
| ----------------------------------- | ----------------------------------- | ----------------------------------- | ----------------------------------- | ----------------------------------- |
| Labour                              | Ernie Ross                          | 20.875                              | 53,8                                | +4,8                                |
| SNP                                 | John Dorward                        | 9016                                | 23,2                                | −0,4                                |
| Conservative                        | Neil Powrie                         | 5015                                | 13,2                                | −4,7                                |
| Liberal Democrats                   | Elizabeth Dick                      | 2972                                | 7,7                                 | +0,2                                |
| Scottish Socialist                  | Harvey Duke                         | 428                                 | 1,1                                 | +0,1                                |
| Referendum Party                    | John MacMillan                      | 411                                 | 1,1                                 | +1,1                                |

### Unterhauswahlen 2001
| Ergebnisse der Unterhauswahlen 2001 | Ergebnisse der Unterhauswahlen 2001 | Ergebnisse der Unterhauswahlen 2001 | Ergebnisse der Unterhauswahlen 2001 | Ergebnisse der Unterhauswahlen 2001 |
| Partei                              | Kandidat                            | Stimmen                             | %                                   | ±                                   |
| ----------------------------------- | ----------------------------------- | ----------------------------------- | ----------------------------------- | ----------------------------------- |
| Labour                              | Ernie Ross                          | 14.787                              | 50,6                                | −3,2                                |
| SNP                                 | Gordon Archer                       | 7987                                | 27,3                                | +4,1                                |
| Conservative                        | Ian Hail                            | 2656                                | 9,1                                 | −4,1                                |
| Liberal Democrats                   | Elizabeth Dick                      | 2620                                | 9,0                                 | +1,3                                |
| Socialist                           | Jim McFarlane                       | 1192                                | 4,1                                 | +3,0                                |

### Unterhauswahlen 2005
| Ergebnisse der Unterhauswahlen 2005 | Ergebnisse der Unterhauswahlen 2005 | Ergebnisse der Unterhauswahlen 2005 | Ergebnisse der Unterhauswahlen 2005 | Ergebnisse der Unterhauswahlen 2005 |
| Partei                              | Kandidat                            | Stimmen                             | %                                   | ±                                   |
| ----------------------------------- | ----------------------------------- | ----------------------------------- | ----------------------------------- | ----------------------------------- |
| Labour                              | Jim McGovern                        | 16.468                              | 44,6                                | −6,0                                |
| SNP                                 | Joe FitzPatrick                     | 11.089                              | 30,0                                | +2,7                                |
| Liberal Democrats                   | Nykoma Garry                        | 5323                                | 14,4                                | +5,4                                |
| Conservative                        | Christopher McKinlay                | 3062                                | 8,3                                 | −0,8                                |
| Socialist                           | Jim McFarlane                       | 994                                 | 2,7                                 | −1,4                                |

### Unterhauswahlen 2010
| Ergebnisse der Unterhauswahlen 2010 | Ergebnisse der Unterhauswahlen 2010 | Ergebnisse der Unterhauswahlen 2010 | Ergebnisse der Unterhauswahlen 2010 | Ergebnisse der Unterhauswahlen 2010 |
| Partei                              | Kandidat                            | Stimmen                             | %                                   | ±                                   |
| ----------------------------------- | ----------------------------------- | ----------------------------------- | ----------------------------------- | ----------------------------------- |
| Labour                              | Jim McGovern                        | 17.994                              | 48,5                                | +3,9                                |
| SNP                                 | Jim Barrie                          | 10.716                              | 28,9                                | −1,1                                |
| Liberal Democrats                   | John Barnett                        | 4233                                | 11,4                                | −3,0                                |
| Conservative                        | Colin Stewart                       | 3461                                | 9,3                                 | +1,0                                |
| Parteilos                           | Andy McBride                        | 365                                 | 1,0                                 | +1,0                                |
| TUSC                                | Jim McFarlane                       | 357                                 | 1,0                                 | +1,0                                |

### Unterhauswahlen 2015
| Ergebnisse der Unterhauswahlen 2015 | Ergebnisse der Unterhauswahlen 2015 | Ergebnisse der Unterhauswahlen 2015 | Ergebnisse der Unterhauswahlen 2015 | Ergebnisse der Unterhauswahlen 2015 |
| Partei                              | Kandidat                            | Stimmen                             | %                                   | ±                                   |
| ----------------------------------- | ----------------------------------- | ----------------------------------- | ----------------------------------- | ----------------------------------- |
| SNP                                 | Chris Law                           | 27.684                              | 61,9                                | +33,0                               |
| Labour                              | Michael Marra                       | 10.592                              | 23,7                                | −24,8                               |
| Conservative                        | Nicola Ross                         | 3852                                | 8,6                                 | −0,7                                |
| Green                               | Pauline Hinchion                    | 1225                                | 2,7                                 | +2,7                                |
| Liberal Democrats                   | Daniel Coleman                      | 1057                                | 2,4                                 | −9,0                                |
| TUSC                                | Jim McFarlane                       | 304                                 | 0,7                                 | −0,3                                |

### Unterhauswahlen 2017
| Ergebnisse der Unterhauswahlen 2017 | Ergebnisse der Unterhauswahlen 2017 | Ergebnisse der Unterhauswahlen 2017 | Ergebnisse der Unterhauswahlen 2017 | Ergebnisse der Unterhauswahlen 2017 |
| Partei                              | Kandidat                            | Stimmen                             | %                                   | ±                                   |
| ----------------------------------- | ----------------------------------- | ----------------------------------- | ----------------------------------- | ----------------------------------- |
| SNP                                 | Chris Law                           | 18.045                              | 46,7                                | −15,2                               |
| Labour                              | Alan Cowan                          | 12.783                              | 33,1                                | +9,4                                |
| Conservative                        | Darren Cormack                      | 6257                                | 16,2                                | +7,6                                |
| Liberal Democrats                   | Jenny Blain                         | 1189                                | 3,1                                 | +0,7                                |
| Parteilos                           | Sean Dobson                         | 403                                 | 1,0                                 | +1,0                                |

### Unterhauswahlen 2019
| Ergebnisse der Unterhauswahlen 2019 | Ergebnisse der Unterhauswahlen 2019 | Ergebnisse der Unterhauswahlen 2019 | Ergebnisse der Unterhauswahlen 2019 | Ergebnisse der Unterhauswahlen 2019 |
| Partei                              | Kandidat                            | Stimmen                             | %                                   | ±                                   |
| ----------------------------------- | ----------------------------------- | ----------------------------------- | ----------------------------------- | ----------------------------------- |
| SNP                                 | Chris Law                           | 22.355                              | 53,8                                | +7,1                                |
| Labour                              | Jim Malone                          | 10.096                              | 24,3                                | −8,8                                |
| Conservative                        | Tess White                          | 5149                                | 12,4                                | −3,8                                |
| Liberal Democrats                   | Daniel Coleman                      | 2468                                | 5,9                                 | +2,8                                |
| Brexit Party                        | Stuart Waiton                       | 1271                                | 3,1                                 | +3,1                                |
| CPA                                 | Quinta Arrey                        | 240                                 | 0,6                                 | +0,6                                |